# Slayer
Slayer je ameriška thrash metal skupina iz Huntington Parka v Kaliforniji. Skupino so leta 1981 ustanovili kitarista Kerry King in Jeff Hanneman, bobnar Dave Lombardo ter basist in vokalist Tom Araya. Slayerjev hiter in agresiven glasbeni slog jih je ob Metallici, Megadethu in Anthraxu uvrstil med "veliko četverico" thrash metal izvajalcev. Končno zasedbo Slayerja so sestavljali King, Araya, bobnar Paul Bostaph (ki je Lombarda zamenjal leta 1992 in spet leta 2013) in kitarist Gary Holt (ki je leta 2011 zamenjal Hannemana). Član skupine je bil tudi Jon Dette.
V izvirni zasedbi so King, Hanneman in Araya prispevali k besedilom skupine, vso glasbo skupine pa sta napisala King in Hanneman. Besedila in naslovnice albumov zajemajo teme, kot so umor, serijski morilci, mučenje, genocid, politika, teorije, raziskave človeških subjektov, organizirani kriminal, tajne družbe, mitologija, okultizem, satanizem, zločini iz sovraštva, terorizem, religija ali antireligija, nacizem, fašizem, rasizem, ksenofobija, vojna in zapor, ki so povzročile prepovedi albumov, zamude, tožbe in kritike verskih skupin in frakcij širše javnosti. Kljub temu pa je bila njihova glasba zelo vplivna. Številne skupine jih pogosto navajajo kot glasbeni, vizualni in besedilni vpliv; tretji album skupine Reign in Blood (1986) je bil opisan kot eden najbolj heavy in najvplivnejših thrash metal albumov.
Slayer je izdal dvanajst studijskih albumov, dva koncertna albuma, zbirko albumov (box set), šest glasbenih videov, dva EP-a in cover album. Štirje studijski albumi skupine so v ZDA prejeli zlato priznanje. Slayer je po podatkih Nielsen SoundScan v letih od 1991 do 2013 v ZDA prodal 5 milijonov izvodov in več kot 20 milijonov izvodov po vsem svetu. Skupina je prejela pet nominacij za nagrado Grammy, eno je osvojila leta 2007 za pesem "Eyes of the Insane" in eno leta 2008 za pesem "Final Six", obe iz albuma Christ Illusion (2006). Po več kot treh desetletjih snemanja in nastopanje je Slayer januarja 2018 napovedal, da se bo odpravil na poslovilno turnejo, ki je potekala od maja 2018 do novembra 2019, nato pa se je skupina razšla. Skupina je februarja 2024 napovedala svojo vrnitev na oder.

## Zasedba
| Nekdanji člani - Kerry King – kitara (1981–2019) - Tom Araya – bas, vokali (1981–2019) - Jeff Hanneman – kitara (1981–2013) (umrl 2013) - Dave Lombardo – bobni (1981–1986, 1987–1992, 2001–2013) - Paul Bostaph – bobni (1992–1996, 1997–2001, 2013–2019) - Jon Dette – bobni (1996–1997) - Gary Holt – kitara (2013–2019) | Člani na turnejah - Tony Scaglione – bobni (1986–1987) - Pat O'Brien – kitara (2011) - Gary Holt – kitara (2011–2013) - Jon Dette – bobni (2013) - Phil Demmel – kitara (2018) |

## Diskografija
- - Show No Mercy (1983)
  - Hell Awaits (1985)
  - Reign in Blood (1986)
  - South of Heaven (1988)
  - Seasons in the Abyss (1990)
  - Divine Intervention (1994)
  - Undisputed Attitude (1996)
  - Diabolus in Musica (1998)
  - God Hates Us All (2001)
  - Christ Illusion (2006)
  - World Painted Blood (2009)
  - Repentless (2015)

## Nagrade in nominacije
| Leto | Nominiranec / delo    | Nagrada                 | Rezultat    |
| ---- | --------------------- | ----------------------- | ----------- |
| 2002 | "Disciple"            | Najboljša metal izvedba | nominiran/a |
| 2007 | "Eyes of the Insane"  | Najboljša metal izvedba | Osvojil/a   |
| 2008 | "Final Six"           | Najboljša metal izvedba | Osvojil/a   |
| 2010 | "Hate Worldwide"      | Najboljša metal izvedba | nominiran/a |
| 2011 | "World Painted Blood" | Najboljša metal izvedba | nominiran/a |

| Leto | Nominiranec / delo | Nagrada               | Rezultat  |
| ---- | ------------------ | --------------------- | --------- |
| 2006 | Slayer             | Kerrang! Hall of Fame | Osvojil/a |
| 2013 | Slayer             | Kerrang! Legend       | Osvojil/a |

| Leto | Nominiranec / delo  | Nagrada         | Rezultat  |
| ---- | ------------------- | --------------- | --------- |
| 2003 | War at the Warfield | DVD of the Year | Osvojil/a |

| Leto | Nominiranec / delo | Nagrada      | Rezultat  |
| ---- | ------------------ | ------------ | --------- |
| 2010 | Kerry King         | God of Riffs | Osvojil/a |
| 2013 | Jeff Hanneman      | God of Riffs | Osvojil/a |

| Leto | Nominiranec / delo   | Nagrada                         | Rezultat    |
| ---- | -------------------- | ------------------------------- | ----------- |
| 2004 | Slayer               | Best Live Act                   | Osvojil/a   |
| 2006 | Reign in Blood       | Best Album of the Last 20 Years | Osvojil/a   |
| 2007 | "Eyes of the Insane" | Best Video                      | nominiran/a |
| 2007 | Slayer               | Icon Award                      | Osvojil/a   |

| Leto | Nominiranec / delo | Nagrada                 | Rezultat  |
| ---- | ------------------ | ----------------------- | --------- |
| 2006 | Christ Illusion    | Best Thrash Metal Album | Osvojil/a |
| 2015 | "Repentless"       | Best Video              | Osvojil/a |